# Kamil Primakov
Kamil Yuriiovych Primakov (en ucraniano: Каміль Юрійович Примаков; 1 de febrero 1985 en Dnipro, Ucrania) es un vicegobernador de la región de Dnipropetrovsk, miembro del Ayuntamiento de Dnipropetrovsk 6-7 Convocaciones, jefe de la facción adjunta "Solidaridad-BPP".

## Biografía
En 24 años debido a su padre se convirtió en el cofundador de LLC "Fuel Resources" (la compañía fue liquidada), cofundador de "Euronafta" LLC, en el ex director comercial de "Vostok Trans-oil".
Se graduó de Dnipropetrovsk SCHOOL No 71, estudió en la Universidad Nacional de Minería y la Universidad de Asuntos Internos de Dnipropetrovsk. Trabajó como Vicepresidente del Comité Olímpico Nacional de Ucrania en la región de Dnipropetrovsk.